# Săcalu de Pădure, Mureș
Săcalu de Pădure, mai demult Săcalul-de-Munte, Săcal (în dialectul săsesc Mausdref, în germană Mausdorf, Bartdorf, în maghiară Erdőszakál, Magyarerdőszakál) este un sat în comuna Brâncovenești din județul Mureș, Transilvania, România.